# Хотынец
Хотыне́ц — посёлок городского типа в Орловской области России. Административный центр Хотынецкого района, в составе которого образует одноимённое городское поселение Хотынец. «Населённый пункт воинской доблести» Орловской области (28 июля 2022 года).
Железнодорожная станция на линии Орёл — Брянск. В районе посёлка находится национальный парк «Орловское полесье».

## Физико-географическая характеристика
Хотынец расположен на Среднерусской возвышенности в центре Восточно-Европейской равнины. Территория представляет собой приподнятую холмистую равнину со средней высотой около 230 метров над уровнем моря и отличается большой изрезанностью. Основные формы рельефа, определяющие характер поверхности, являются речные долины, водоразделы, балки и овраги.

### Время
Хотынец, как и вся Орловская область, находится в часовой зоне МСК (московское время). Смещение применяемого времени относительно UTC составляет +3:00. Время в посёлке Хотынец опережает географическое поясное время на один час.

### Климат
Удалённый от моря Хотынец отличается умеренно—континентальным климатом (в классификации Кёппена — Dfb), который зависит от северо-западных океанических и восточных континентальных масс воздуха, взаимодействующих между собой и определяющих изменения погоды. Зима умеренно прохладная. Периодически похолодания меняются оттепелями. Лето неустойчивое, со сменяющимися периодами сильной жары и более прохладной погоды.
Среднегодовая температура составляет +5, +7 °C.
Атмосферные осадки выпадают в умеренном количестве: 550—600 мм в год. По месяцам осадки распределяются неравномерно. Наибольшее их количество выпадает в летнее время (июль, август). Увлажнение достаточное.
| Показатель                 | Янв.  | Фев.  | Март | Апр. | Май  | Июнь | Июль | Авг. | Сен. | Окт. | Нояб. | Дек. | Год |
| -------------------------- | ----- | ----- | ---- | ---- | ---- | ---- | ---- | ---- | ---- | ---- | ----- | ---- | --- |
| Средний максимум, °C       | −5,6  | −4,9  | 0    | 10,5 | 18,6 | 22,3 | 23,6 | 22,4 | 16,5 | 9,3  | 1,5   | −2,6 | 9,3 |
| Средняя температура, °C    | −8,9  | −8,4  | −3,5 | 5,9  | 13,1 | 16,9 | 18,4 | 17,1 | 11,7 | 5,6  | −1,1  | −5,4 | 5,1 |
| Средний минимум, °C        | −12,1 | −11,8 | −7   | 1,4  | 7,7  | 11,6 | 13,3 | 11,8 | 6,9  | 1,9  | −3,6  | −8,1 | 1   |
| Норма осадков, мм          | 38    | 29    | 32   | 43   | 49   | 75   | 82   | 71   | 55   | 49   | 48    | 46   | 617 |
| Источник: Climate-data.org |       |       |      |      |      |      |      |      |      |      |       |      |     |

### Почвы
Преобладают серые лесные почвы, отличающиеся средней плодородностью.

### Водные ресурсы
В границах посёлка находятся озеро Красное и пруд Хохловский.

## История
В древние времена территория была заселена восточнославянским племенем вятичей. По этим местам проходили опустошительные набеги различных ханов на русские земли. Населённый пункт впервые упоминается в 1745 году. Статус посёлка городского типа — с 1971 года.

### Великая Отечественная война
Во время Великой Отечественной войны Хотынец был захвачен гитлеровцами. 9 августа 1943 года 11-я гвардейская и 4-я танковая армии развернули бои на подступах к Хотынцу. К концу дня они охватили его с трёх сторон и перерезали дороги, связывающие Хотынец с Брянском. Утром 10 августа город и железнодорожная станция Хотынец были полностью освобождены. Немецкие соединения несли тяжелые потери как от ударов сухопутных войск, так и от советской авиации, господствовавшей в воздухе. Вместе с советскими лётчиками воевали лётчики французской эскадрильи «Нормандия», отличавшиеся отвагой, высоким мастерством и решительностью в борьбе с врагом. Враг понёс большой урон в живой силе, потерял до 70 танков, более 170 орудий и минометов в боях за Хотынец.

## Население
| 1959  | 1970  | 1979  | 1989  | 2000  | 2002  | 2003  | 2005  | 2006  |
| ----- | ----- | ----- | ----- | ----- | ----- | ----- | ----- | ----- |
| 2277  | ↗2962 | ↗4027 | ↗4629 | ↘4500 | ↘4238 | ↘4200 | ↗4216 | ↗4257 |
| 2007  | 2008  | 2009  | 2010  | 2012  | 2013  | 2014  | 2015  | 2016  |
| ↗4385 | ↗4392 | →4392 | ↘3866 | ↘3772 | ↘3726 | ↘3687 | ↘3670 | ↗3697 |
| 2017  | 2018  | 2019  | 2020  | 2021  | 2023  |       |       |       |
| ↗3782 | ↘3755 | ↗3773 | ↗3783 | ↘3526 | ↘3514 |       |       |       |

Национальный состав
По итогам переписи населения 2020 года проживали следующие национальности (национальности менее 0,1 % и другое, см. в сноске к строке «Другие»):
| Национальность | Численность, чел. | Доля     |
| -------------- | ----------------- | -------- |
| Русские        | 3286              | 93,19 %  |
| Армяне         | 53                | 1,50 %   |
| Таджики        | 20                | 0,57 %   |
| Азербайджанцы  | 13                | 0,37 %   |
| Украинцы       | 10                | 0,28 %   |
| Даргинцы       | 4                 | 0,11 %   |
| Другие         | 140               | 3,98 %   |
| Итого          | 3526              | 100,00 % |

Конфессиональный состав
Большинство населения считает себя православными. Есть также мусульмане.

## Экономика
В населённом пункте работают промышленные предприятия:
- ОАО «Промцеолит»
- Хотынецкий КООП Пищекомбинат
- ОАО Хотынецкое хлебоприёмное предприятие

## Транспорт

### Автомобильный
- Через Хотынец проходит автомобильная дорога регионального значения[26] 54К-3 Болхов — Р120, имеющая в посёлке обозначение 54К-285 улица Батова[26].
- Также местные дороги межмуниципального значения[26] связывают Хотынец с населёнными пунктами района:
  - 54К-382 на северо-запад в с. Воейково.
  - 54К-383 на запад в д. Жудре.
  - 54К-387 на восток в д. Сорокина.

Действует прямое автобусное сообщение с Орлом (1-через Нарышкино; 2-через Знаменское), Брянском (через Карачев), Москвой.
В таблице приведены расстояния (до почтамтов) по автодорогам от пгт. Хотынец:
| г. Болхов      | 60 км |
| с. Знаменское  | 30 км |
| пгт. Нарышкино | 45 км |
| г. Орёл        | 69 км |
| пгт. Шаблыкино | 50 км |
| г. Карачев     | 39 км |
| г. Брянск      | 85 км |

### Железнодорожный
Однопутная неэлектрифицированная железная дорога Орёл — Брянск МЖД. Железнодорожная станция Хотынец в 61 км к северо-западу от Орла.

### Трубопроводный
Через Хотынец проложен магистральный нефтепровод Дружба.

## Социальная сфера

### Образование
В посёлке действуют детский сад «Алёнушка», средняя общеобразовательная школа, детская школа искусств, дом детского творчества, БОУ ОО НПО, а также центральная районная библиотека и районный дом культуры.

### Здравоохранение
Здравоохранение представлено такими учреждениями как центральная районная больница, районная санитарно-эпидемиологическая станция, районная ветеринарная лаборатория, районная станция по борьбе с болезнями животных и аптека.

### Музеи
Хотынецкий районный краеведческий музей.

### Культовые сооружения
В посёлке есть единственный Свято-Никольский Храм Орловской епархии Русской православной церкви (1998 года постройки).

## СМИ
Имеется редакция еженедельной газеты «Трибуна хлебороба».

## Связь и телекоммуникации
На территории посёлка имеются собственные вышки операторов мобильной связи Билайн, МТС, МегаФон и Теле2 в стандартах GSM, 3G и 4G. Компания Yota предоставляет услуги в стандартах GSM и 3G.
Проводной интернет предоставляет Ростелеком по устаревшей модемной технологии ADSL, а волоконно-оптическое подключение (PON и FTTx) лишь в некоторых частях посёлка.
Телевизионное вещание представлено федеральными и областными телеканалами.

## Памятники
- К 30-летию Великой Победы в 1975 году в Хотынце была установлена башня танка Т-34-76. Рядом располагался берёзовый парк, который полностью был вырублен и расчищен на рубеже тысячелетий. В 2005 г. заложен парк «Юность» и открыта Аллея боевой и трудовой Славы, где отмечены те, кто служил во славу Родины в военные и послевоенные годы, а также оставил след в современной истории района.
- Стела «Населённый пункт воинской доблести» Орловской области на Привокзальной площади (открыт в 2023г.).
- Бюст А. Е. Бадаеву установлен перед ПУ-14.
- Бюст М. А. Бондареву в одноимённом сквере.
- Бюст В. И. Ленину перед ЗАГСом.
- Бюст П. Е. Татаркину на площади перед школой.
- Бюст И. С. Тургеневу перед ДК.

## Улицы Хотынца
Общая протяженность улиц и переулков составляет 31,7 км. Всего насчитывается 25 улиц и 14 переулков. Улица Ленина является центральной улицей посёлка.
Улицы
| - 7 Ноября - Бадаева - Базарная - Батова - Бондарева - Заводская - им. Сергея Поматилова | - Кирова - Ключевая - Комсомольская - Ленина - Луговая - Молодёжная | - Октябрьская - Первомайская - Пионерская - Полевая - Привокзальная - Промышленная | - Пушкина - Советская - Строителей - Тургенева - Чапаева - Школьная |

Переулки
| - Базарный - Батова - Бунина - Калинкина | - Комсомольский - Лескова - Луговой - Октябрьский | - Первомайский - Пионерский - Поматилова - Садовый | - Тургенева - Чапаева |